# Australasia en los Juegos Olímpicos de Londres 1908
Australasia estuvo representada en los Juegos Olímpicos de Londres 1908 por un total de 30 deportistas que compitieron en 6 deportes.  
El portador de la bandera en la ceremonia de apertura fue el atleta Henry Murray.

## Medallistas
El equipo olímpico de Australasia obtuvo las siguientes medallas:
| Nombre            | Deporte   | Competición       |
| ----------------- | --------- | ----------------- |
| Oro               |           |                   |
| Equipo            | Rugby     | Torneo M          |
| Plata             |           |                   |
| Reginald Baker    | Boxeo     | Medio (71,7 kg) M |
| Frank Beaurepaire | Natación  | 400 m libre M     |
| Bronce            |           |                   |
| Harry Kerr        | Atletismo | Marcha 3500 m M   |
| Frank Beaurepaire | Natación  | 1500 m libre M    |